# Schizocordulia rustica
Schizocordulia rustica – gatunek ważki z rodziny szklarkowatych (Corduliidae); jedyny przedstawiciel rodzaju Schizocordulia. Występuje we wschodniej Brazylii, stwierdzony w stanach Bahia i Parana. W 1906 roku René Martin podał, że gatunek ten występuje też w Surinamie, ale wymaga to potwierdzenia.